# Glumslöv
Glumslöv är en tätort i Landskrona kommun och kyrkby i Glumslövs socken i Skåne.

## Historia
Det sägs att Glumslöv socken fått sitt namn efter en bondehövding vid namn Glum eller Glom och som kanske är begravd i någon av traktens ättehögar. Efterleden -löv betyder arv och är en av de äldsta namnformerna med anor från järnåldern. 2012 firades Glumslövs 1200-årsjubileum.
Från 1960-talet byggdes Glumslöv ut i olika omgångar med villabebyggelse. Glumslövs tätort har under 200 år förändrats från två bondbyar till en villaförort mellan Landskrona och Helsingborg. År 2001 färdigställdes även Västkustbanan genom samhället och det finns numera en pågatågsstation i byn.
År 1963 invigdes det kontemplativa nunneklostret Den barmhärtiga kärlekens Karmel. Detta står i samband med Norraby munkkloster. Karmelitorden är strikt kontemplativ och nunnorna lämnar i princip aldrig klostret och dess trädgård. Före protestantismens införande i Danmark låg ett Karmeliterkloster i Landskrona.

### Befolkningsutveckling
| Befolkningsutvecklingen i Glumslöv 1960–2020 | Befolkningsutvecklingen i Glumslöv 1960–2020 | Befolkningsutvecklingen i Glumslöv 1960–2020 | Befolkningsutvecklingen i Glumslöv 1960–2020 | Befolkningsutvecklingen i Glumslöv 1960–2020 |
| -------------------------------------------- | -------------------------------------------- | -------------------------------------------- | -------------------------------------------- | -------------------------------------------- |
|                                              |                                              |                                              |                                              |                                              |
| År                                           |                                              |                                              | Folkmängd                                    | Areal (ha)                                   |
| 1960                                         | 1960                                         |                                              | 567                                          |                                              |
| 1965                                         | 1965                                         |                                              | 695                                          |                                              |
| 1970                                         | 1970                                         |                                              | 912                                          |                                              |
| 1975                                         | 1975                                         |                                              | 1 651                                        |                                              |
| 1980                                         | 1980                                         |                                              | 1 725                                        |                                              |
| 1990                                         | 1990                                         |                                              | 1 676                                        | 99                                           |
| 1995                                         | 1995                                         |                                              | 1 698                                        | 106                                          |
| 2000                                         | 2000                                         |                                              | 1 797                                        | 110                                          |
| 2005                                         | 2005                                         |                                              | 1 861                                        | 114                                          |
| 2010                                         | 2010                                         |                                              | 1 994                                        | 124                                          |
| 2015                                         | 2015                                         |                                              | 2 093                                        | 130                                          |
| 2020                                         | 2020                                         |                                              | 2 253                                        | 131                                          |
|                                              |                                              |                                              |                                              |                                              |

## Samhället
Orten består av villabebyggelse och här finns kyrkan Glumslövs kyrka.